# Weninggalih (Jonggol)
Weninggalih is een bestuurslaag in het regentschap Bogor van de provincie West-Java, Indonesië. Weninggalih telt 4123 inwoners (volkstelling 2010).